# Estadio Municipal de Garabito
El Estadio Municipal de Garabito es un estadio ubicado en Jacó, Costa Rica. Fue sede del Municipal Garabito de la Segunda División de Costa Rica.

## Intento de sede a la Copa Mundial Femenina Sub-17 de 2014
En el año 2012, el estadio había sido escogido como sede para la Copa Mundial Femenina Sub-17 de 2014, el inmueble iba a contar con una capacidad de 8,000 espectadores, realizando una construcción de un terreno de once hectáreas. En el año 2013, las construcciones se habían atrasado, siendo este la cancelación del estadio para dicho evento.